# Oldfieldia dactylophylla
Oldfieldia dactylophylla ist ein Baum in der Familie der Picrodendraceae aus Angola, dem Kongo bis nach Malawi, Mosambik, Tansania und Sambia. Der Gattungsname ehrt den britischen Arzt und Pflanzensammler Richard Albert Kearns Oldfield (1809–1859).

## Beschreibung
Oldfieldia dactylophylla wächst als halb- bis immergrüner Baum bis etwa 10–15 Meter hoch. Der Stammdurchmesser erreicht etwa 25 Zentimeter. Die mehr oder weniger raue und oft rissige Borke ist bräunlich-grau.
Die gegen- oder wechselständigen bis büscheligen und gestielten Laubblätter an den Zweigenden sind zusammengesetzt handförmig, mit meist 4–6 Blättchen. Der Blattstiel ist bis 4–11 Zentimeter lang. Die ganzrandigen, kurz gestielten bis fast sitzenden, leicht ledrigen Blättchen sind verkehrt-eiförmig, -lanzettlich, seltener eiförmig. Die Blättchenstiele sind bis 7 Millimeter lang. Die Blättchen sind bis etwa 15–16 Zentimeter lang und bis 5–6 Zentimeter breit, das mittlere ist meist am größten, und an der Spitze sind sie bespitzt bis spitz oder rundspitzig bis abgerundet. Die Blättchen sind unterseits heller und dicht rostig seidig behaart, oberseits sind sie anfänglich nur spärlich, nur dichter auf der Mittelader, behaart, später verkahlend. Die Nebenblätter fehlen. Die jungen Zweige und Blätter sind rostig behaart.
Oldfieldia dactylophylla ist zweihäusig diözisch. Es werden achselständige, länger oder kürzer dickgestielte, fein rostig behaarte Blütenstände gebildet. Die weiblichen Blüten erscheinen einzeln oder bis zu dritt, die männlichen in kurzen, zymösen und sehr dichten, köpfchenförmigen Blütenständen. Die eingeschlechtlichen, sehr kleinen und fast sitzenden, gelblichen Blüten besitzen eine einfache Blütenhülle, die Kronblätter fehlen. Es sind sehr kleine und behaarte Deckblätter ausgebildet. Es sind 6–8 außen rostig behaarte, sehr kleine und 2–3 Millimeter lange, dachige Kelchblätter vorhanden, bei den männlichen Blüten sind bis zu 6–8 freie, vorstehende Staubblätter vorhanden und ein reduzierter Pistillode kann vorkommen oder er fehlt ganz. Bei den weiblichen Blüten ist ein oberständiger, zweikammeriger und dicht rostig behaarter Fruchtknoten mit zwei sehr kurzen, behaarten Griffeln mit feinsamtigen Narben ausgebildet. Es ist jeweils ein lappiger Diskus vorhanden.
Es werden kleine, etwa 1,6–2,3 Zentimeter große und feinsamtig behaarte, rundliche, orange-gelbe, pfirsichartige sowie kapselförmige, lokulizidale, zweiklappige, -fächrige Früchte mit beständigem Kelch und kleinen Griffelresten gebildet. Die 1–2 etwa schräg eiförmigen Samen pro Fach sind etwa 1–1,2 Zentimeter groß, abgeflacht und hellbräunlich, mit einer Caruncula sowie einer fleischigen Samenschale.

## Verwendung
Die süßlichen Früchte sind essbar.